# Wieża Zamkowa w Golczewie

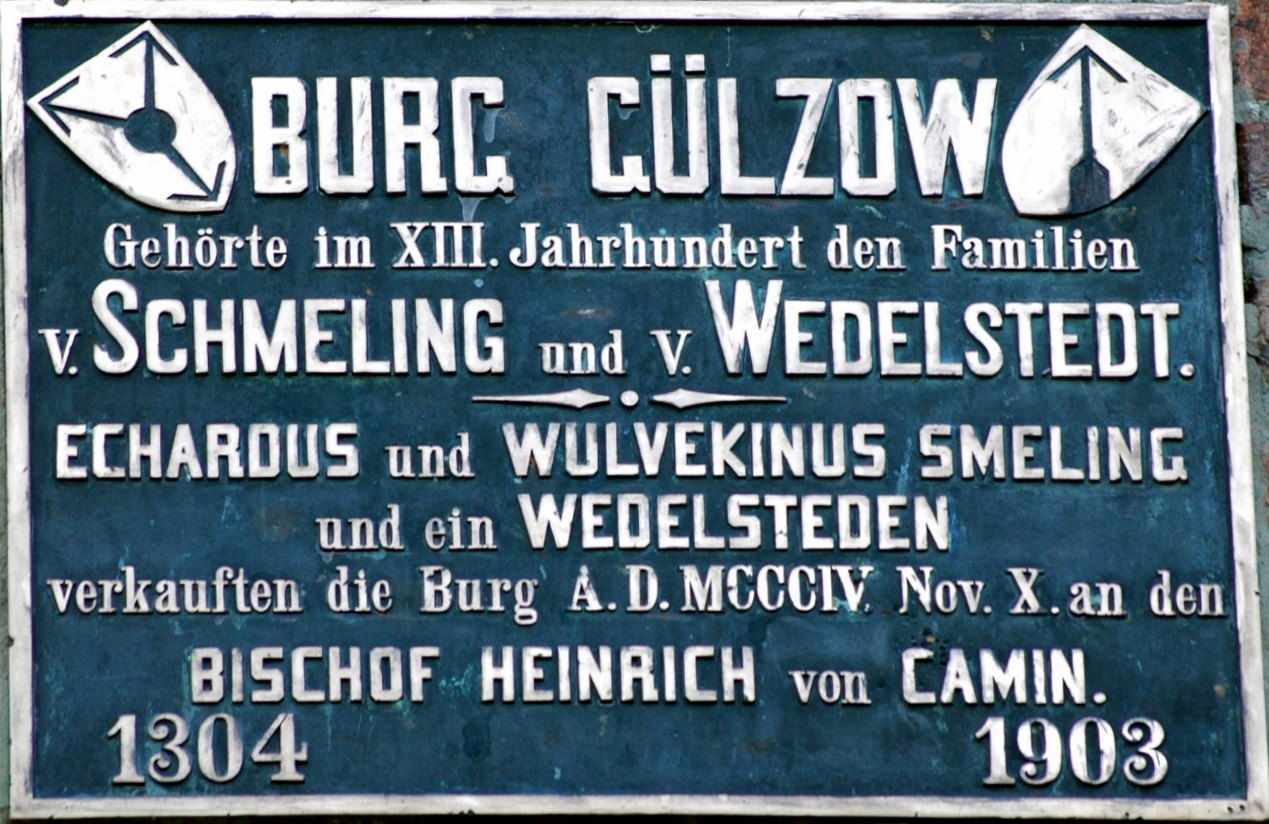
Tablica na wieży

Wieża Zamkowa – część dawnego zamku biskupów kamieńskich w Golczewie w województwie zachodniopomorskim. Wznosi się w zachodniej części miasta, na przesmyku między jeziorami: Szczuczym i Okonim, przy drodze wojewódzkiej nr 108 (Parłówko–Płoty), w połowie drogi pomiędzy Nowogardem a Kamieniem Pomorskim.

## Opis
Wieża została zbudowana z kamienia i cegły na cokole zbliżonym do kwadratu (8,5×9 m) wzniesionym w dolnej partii z głazów eratycznych. Do wysokości murów jest czworokątna, powyżej przechodzi w zaokrągloną, cylindryczną część wykonaną z cegły i zakończoną blankami. Ma wysokość 31 lub 33 metrów. Znajdują się w niej wąskie strzelnicze otwory na wschód i zachód oraz jest zakończona kamiennym krenelażem. Na szczycie wieży znajduje się sześcioboczny ceglany hełm o wysokości około 10 metrów. W podziemnej części ulokowany został loch więzienny. Wejście do wieży umieszczono na wysokości około 6 metrów nad poziomem dziedzińca, przylegające do murów obwodowych. Były to w większości obiekty gospodarcze, pochodzące najpewniej z czasów nowożytnych, m.in. browar od wschodu, piekarnia i budynek bramy od północy.
Pierwotna osada składała się z obwałowania i stojącego w obrębie dziedzińca murowanego domu. Obiekt ten był użytkowany i rozbudowany przez biskupów kamieńskich. W kolejnej fazie, przypadającej zapewne na lata 1406-1418, rozszerzono teren zamku nadając założeniu kształt czworoboku o wymiarach 40×40 m. Zburzeniu uległa wtedy starsza zabudowa. Nowy dom rycerski o wymiarach około 12×25 m stanął przy południowym murze obronnym. Narożnik południowo-wschodni zajęła wolnostojąca cylindryczna wieża o wysokości około 24 metrów.
W roku 1684, plac w kształcie czworoboczna o wymiarach 40 na 35 metrów był otoczony potężnym murem obronnym. Z północnej strony znajdowała się solidna budowla bramna, chroniąca wejście do zamku, które prowadziło nad fosą za pomocą mostu zwodzonego. Centralnie na dziedzińcu stała studnia. Oprócz wieży w południowo-wschodnim narożniku dziedzińca, do najstarszych budynków należał przylegający do niej budynek mieszkalny zbudowany z cegieł, usytuowany naprzeciw wjazdu, który, jak wspomniano wcześniej, znajdował się w południowej części.
Z końcem epoki średniowiecza, zamek utracił swoje militarne znaczenie, a opuszczone budynki zamkowe oraz fortyfikacje ulegały coraz większym zniszczeniom. Zachowała się jedynie wieża z czternastego wieku.

## Historia
Sam zamek biskupów kamieńskich powstawał w dwóch fazach. Pierwsza łączona jest z okresem poprzedzającym rok 1304. Wówczas Golczewo należało do rycerzy Ekharda i Wulfekina (wymieniany też jako Wulvekin) Smellingów (lub Schmelingów) i Echarda Wedelstedta (lub Wedelstädt). Zamek wraz z przedzamczem powstał na przełomie XIII i XIV wieku (prawdopodobnie około roku 1284) tuż obok grodziska w kształcie pierścienia jako siedziba rycerska na kopcu o wysokości 3 metrów, które zostało podwyższone do 15 metrów. Było to doskonałe miejsce obronne na przesmyku między dwoma jeziorami. Pierwsza wzmianka pochodzi właśnie z roku 1304 lub 1305 a zachowała się w dokumencie castrum Gülzow. Zawiera informacje o sprzedaży zamku biskupowi kamieńskiemu Henrykowi Wacholzowi (okres sprawowania 1302-1317) za 1200 marek. W 1304 roku do zamku dobudowano wieżę. Po tym czasie rozpoczęło proces rozbudowy warowni, która przeszła w posiadanie kościelne. W ciągu kolejnych dwóch wieków, zamek i przyległy majątek wielokrotnie zmieniali swoich właścicieli, będąc często źródłem zadłużeń oraz sporów, konfliktów, ustanawiania zabezpieczeń i procesów prawnych. Zamek czasowo użytkowała kapituła. Potem zarządzała nim rodzina Flemingów, która w roku 1406 (lub 1402) sprzedała go księciu Bogusławowi VIII, pretendentowi do stolca biskupa kamieńskiego, który miał go do roku 1436, gdy kapituła ponownie objęła warownię, spłaciła długi, przez co w roku 1500 zamek przeszedł na ręce kapituły i stał się rezydencją biskupią, z krótką przerwą do roku 1534, gdy zamek wszedł w skład dóbr książęcych.
Wieża była znana jako Fangelturm lub Fanger albo Fangeturm (z języka niemieckiego oznacza to chwytać lub łapać). Nazwa ta przylgnęła do niej z powodu działalności właścicieli, którzy trudnili się rozbojem. Złapanych kupców i wędrowców przetrzymywano w wieży do momentu zapłacenia okupu. Z kolei wzgórze zamkowe nazywano Klingberg ze względu na legendę, według której rycerze-rozbójnicy z zamku Gülzow umieścili w pobliżu podziemny dzwonek. Dzwonek ten dzwonił, gdy kupcy lub inni podróżni przejeżdżali traktem, co pozwalało rycerzom-rozbójnikom na zaatakowanie i ograbienie ich, a następnie przetrzymywanie ich w wieży dla okupu. Zamek w Golczewie był jednym z największych i najlepiej usytuowanych zamków na Pomorzu. Nazwa wieży sugeruje, że więzienie, w którym przetrzymywano ofiary po najeździe, znajdowało się głęboko pod ziemią. Według innej legendy zamek w Golczewie łączył z katedrą w Kamieniu Pomorskim podziemny tunel.
Kilka razy gościł tutaj książę Bogusław X. Po wprowadzeniu reformacji na Pomorzu (sejm trzebiatowski) Golczewo stało się własnością książęcą. W roku 1684 po śmierci ostatniego biskupa kamieńskiego, Ernsta Bogusława de Croy, zamek został opuszczony i przeszedł w posiadanie elektora brandenburskiego. Od tego czasu zaczął ulegać stopniowej destrukcji. Z końcem epoki średniowiecza, zamek utracił swoje militarne znaczenie, a opuszczone budynki zamkowe oraz fortyfikacje ulegały coraz większym zniszczeniom. Zachowała się jedynie wieża z czternastego wieku. Po roku 1812 dokonano rozbiórki murów z wyłączeniem wieży zamkowej.
Zachowana wieża zamkowa poddana została renowacji wraz z rekonstrukcją zwieńczenia (blanek i hełmu) w roku 1895 i 1929. Po II wojnie światowej przeprowadzono badania archeologiczne pod kierunkiem Tadeusza Nawrolskiego. Pozwoliły one ustalić położenie niektórych elementów średniowiecznego założenia.
Po remoncie w roku 2004 wieża została udostępniona do zwiedzania w okresie letnim.